# Lynette Fromme
Lynette Fromme, přezdívaná Squeaky, (* 22. října 1948) je americká atentátnice, členka Mansonovy rodiny. V roce 1967 se spřátelila s Charlesem Mansonem. Později byla součástí skupiny, která zavraždila Jamese a Lauren Willettovy, avšak Fromme unikla trestu kvůli nedostatku důkazů. Dne 5. září 1975 se v Sacramentu pokusila zavraždit tehdejšího prezidenta Geralda Forda. Po dlouhém soudním procesu, během něhož odmítala spolupracovat, dostala podle zákona z roku 1965 doživotní trest. V roce 1987 z vězení utekla, ale byla znovu zadržena. Od roku 1998 žila ve věznici ve Fort Worthu. Z vězení byla propuštěna dne 14. srpna 2009.